# Åsbacken

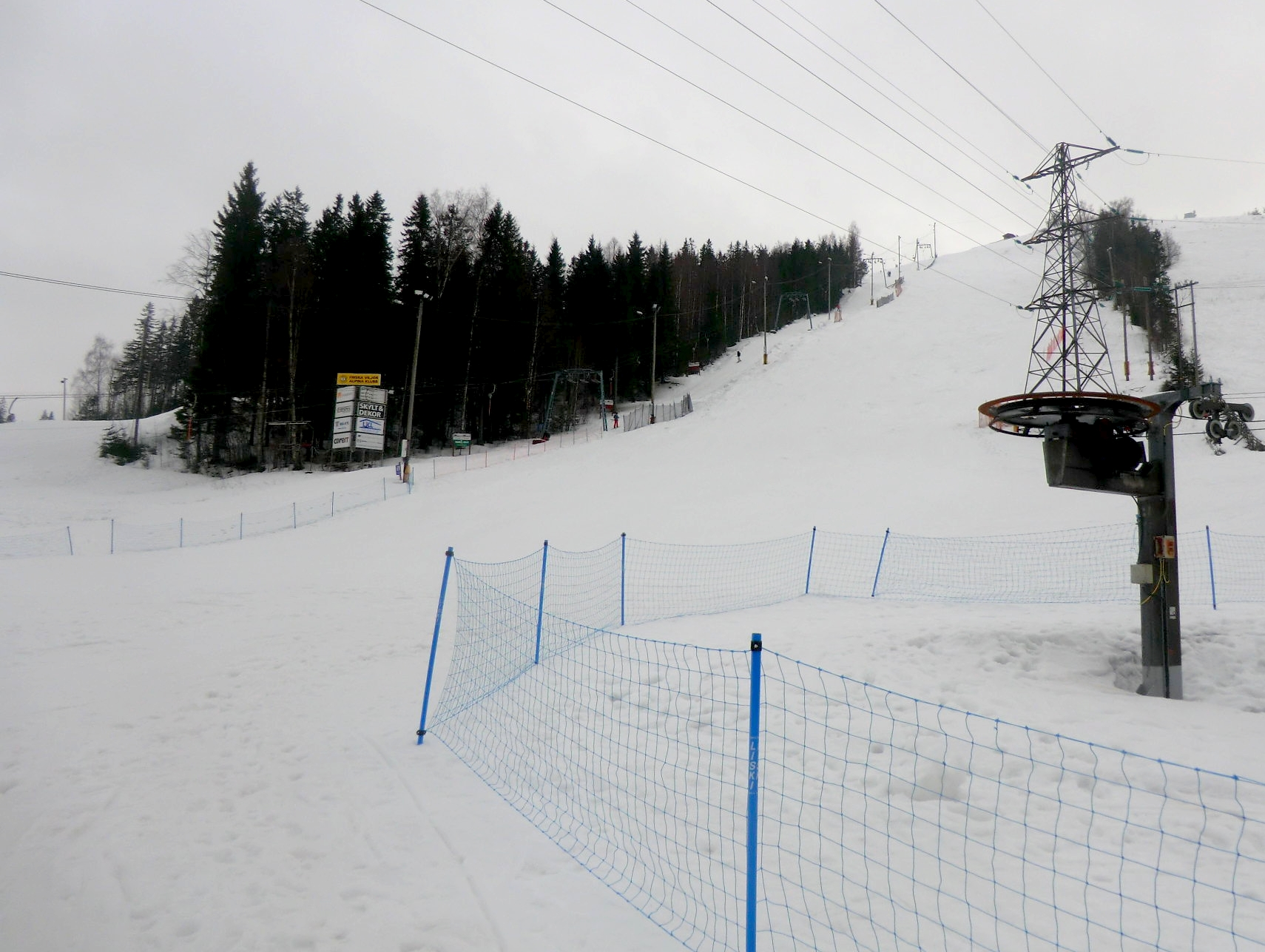
Åsbacken, slalombacke i centrala Örnsköldsvik.

Åsbacken är en slalombacke i Ås, intill Örnsköldsvik. Slalombacken ligger i en sluttning på Varvsberget och syns från europaväg E4. Den är populär på grund av sin centrala belägenhet, nära Örnsköldsviks centrum. Den är däremot förhållandevis kort, med en längsta nedfart på 275 meter, en fallhöjd på 147 meter och tre liftar. Slalombacken är godkänd för internationella (FIS) tävlingar i slalom. Den drivs av föreningen Friska Viljor Alpina.
En ny nedfart till slalombacken håller på att anläggas som kommer att knyta ihop den nybyggda linbanans (korglift) toppstation, som går från centrala stan till bergets topp, med slalombackens dalstation.
För några år sedan utfördes förbättringar av slalombacken genom utfyllnad med bark i backens övre del. I backens övre del var det tidigare branta klippor och svårt att preparera en bra skidbacke. Det blev protester från vissa som tyckte att den stora mängden bark påverkade bergets profil negativt.